# Grønlands Botaniske Undersøgelse
Grønlands Botaniske Undersøgelse (GBU) var en omfattende undersøgelse af Grønlands flora, som foregik fra 1962 til 1996 og havde til formål at indsamle botanisk materiale fra hele Grønland.
GBU blev oprettet i 1962 på initiativ af Thorvald Sørensen.

## Eksterne links
- asimi.gl: Grønlands planter Arkiveret 17. januar 2020 hos  Wayback Machine - her med dansk tekst, men værket findes også på grønlandsk (se asimi.gl: Kalaallit-nunaata-naasui Arkiveret 24. december 2019 hos  Wayback Machine).
- Finn Johannesen: Flora groenlandica online